# 里多爾斯山
72°48′S 167°46′E / 72.800°S 167.767°E
里多爾斯山（英語：Mount Riddolls）是南極洲的山峰，位於維多利亞地的博克格雷溫克海岸，屬於勝利山脈的一部分，海拔高度3,295米，由新西蘭地質學會命名，現時由南極條約體系管理。